# Побуна у Сокобањи (1883)
Побуна у Сокобањи, која је трајала од 25. до 30. октобра 1883, била је део Тимочке буне. Завршена је предајом устаника и погубљењем њихових вођа.

## Позадина
Народна Скупштина Краљевине Србије, у којој је напредњачка влада имала вештачки створену већину пошто су посланици Народне радикалне странке  избачени из Скупштине и замењени другопласираним кандидатима (неки од ових кандидата имали су само по два гласа, па је Народна Скупштина у радикалској штампи прозвана Двогласна Скупштина), изгласала је нови Закон о устројству војске 27. децембра 1882. По том Закону, сви војни обвезници од навршене 20. до навршене 50. године, после одслужења војног рока у сталном кадру (у касарни), сматрани су заправо резервистима активне војске. И то првог позива до навршене 30. године, другог позива од 31. до 37, а трећег позива од 38. до навршене 50. Овај закон предвиђао је укидање и разоружање дотадашње Народне војске, која је постојала од 1861. и изнела главни терет ратова са Турцима 1876-1878. Стога су 25. јуна 1883. према наредби министра војног образоване пописне комисије које су крајем септембра, по завршетку претходног рада у штабовима, кренуле по срезовима (седиштима територијалних батаљона Народне војске) са задатком да покупе, што је у пракси значило да одузму, државно оружје од обвезника дотадашње прве и друге класе Народне војске „као непотребно“, пошто ће се старо, застарело оружје (пушке Пибоди модел 1870) заменити новим (пушке Маузер-Кока), али им се „неће давати на руке“ него ће остати у војним магацинима. Упркос наређењима владе и локалних власти, војни обвезници у свим крајевима Србије нерадо су предавали оружје државним властима, пошто се поседовање оружја сматрало неотуђивим правом сваког грађанина и гаранцијом личне и имовинске безбедности, као и политичких права. Отпору бивших војника допринела је и пропаганда опозиционе Народне радикалне странке, чији је лист Самоуправа тих дана објавио два веома популарна чланка под речитим насловима Не дајте оружје и Силу силом одбијте, у којима је одузимање оружја од народа проглашавано неуставним и нелегалним, и народ се подстицао да се ако треба и силом одупре насиљу власти које крше његова уставна права. Иако је немира и отпора предаји оружја било у свим крајевима, отворени отпор и побуна избили су само у три округа Тимочке крајине - Црноречком (Зајечарском), Алексиначком и Књажевачком.

## Побуна
Одмах после успеле побуне у Кривом Виру (20. октобра) и Бољевцу (21. октобра), вођа бољевачких радикала поп Маринко Ивковић послао је свог шурака Добросава Петровића у Бању код Љубомира Дидића, народног посланика и првака Радикалне странке бањском срезу алексиначког округа, да га обавести да је буна у бољевачком срезу успела па се сад очекује побуна бањског среза. Дидић је одговорио да је Бања спремна за устанак и да ће он, после договора са књажевачким прваком Ацом Станојевићем о истовременој акцији Књажевчана, подићи буну.
Вративши се 25. октобра из Књажевца, Дидић је подигао буну у Бањи: по његовим упутствима житељи села Сесалца, који су још 26. септембра предали своје оружје, дошли су код среског начелника у Бању да захтевају своје оружје. Када их је начелник одбио, напали су га и силом узели оружје. Њихову акцију искористио је Дидић да око подне подигне грађане на буну и ухапси среског капетана, како не би побегао са касом (као у Бољевцу). Од присутних грађана, међу којима се налазио главни кмет, председник Општинског суда Јеврем Миленковић, неколико одборника и угледних трговаца формиран је срески Одбор који ће вршити функцију устаничке власти. Председник одбора постао је Дидић.
По Дидићевом налогу одмах је уз лупање добоша и звук труба дат знак за узбуну, и припадницима прве и друге класе Народне војске издато наређење да се окупе на зборном месту испред цркве. Одатле се пошло на Среско начелство, где су одмах постављене страже. Пошто је прекинута телеграфска веза са спољним светом, Љуба Дидић је групом грађана ушао у канцеларију среског начелника и саопштио му да је у име народа свргнут с власти. Наредио му је да преда касу, која је запечаћена и предата Одбору. Затим су сви „апсеници“ пуштени из затвора уз напомену „да ће им други судити, а не капетан“. Од службеника лишени су слободе само писар и поштар, који су били од раније јако омрзнути у народу. Срески начелник је притворен у својој кући.
Пошто се већ очекивао од среског начелника најављени долазак стајаће војске, одреди народних војника без застоја пошли су да поседну прилазе у Бањској клисури. Гласоноше на коњима јурили су у села да преносе наредбу Одбора кметовима и четовођама да позову на оружје војнике прве и друге класе и одмах доведу у Бању. Књажевачким радикалима јављено је да ће група Бањана доћи да узме барут из тамошњег магацина, што ће истовремено бити и знак за дизање буне у Књажевцу.
Положај Бањана, међутим, већ је био такав да се тешко могао бранити без помоћи других срезова и округа. А у том тренутку још су други, Бољевчани да би одржали своје позиције, Књажевчани да би се уопште подигли, тражили њихову помоћ. Ситуација за бунтовнике у бањском срезу, на који је протегнут Закон о ванредном стању истог дана, 25-ог, кад је буна избила, била је нарочито тешка. Главна команда стајаће војске, која се сместила у Параћину, да би била близу бољевачког попришта, још пре избијања буне у Бањи одлучила је да због тешко проходног честобродичког теснаца „главни напад“ изврши „преко Мозгова и више Лозице, на Калафат и остале висове поседнуте“ од стране Бољевчана.